# René Deceja
René Deceja (* 16. April 1934 in Santa Rosa; † 21. Juli 2007 in La Paz) war ein uruguayischer Radrennfahrer.

## Sportliche Laufbahn
Deceja war Teilnehmer der Olympischen Sommerspiele 1956 in Melbourne. Im olympischen Straßenrennen wurde er als 33. klassiert. In der Mannschaftswertung des Straßenrennens kam Uruguay nicht in die Wertung. Auch in den Wettbewerben im Bahnradsport war er am Start. In der Mannschaftsverfolgung schied er mit seinem Team in der Vorrunde aus.
Bei den Olympischen Sommerspielen 1968 in Mexiko-Stadt bestritt er das Mannschaftszeitfahren. Das Team mit Deceja, Luis Sosa, Walter Garre und Jorge Jukich belegte den 24. Rang.
Bei den Panamerikanischen Spielen 1959 gewann er die Bronzemedaille im Straßenrennen. Im Mannschaftszeitfahren gewann er mit Walter Moyano und Rodolfo Rodino ebenfalls Bronze. 1958 und 1967 siegte er in der Uruguay-Rundfahrt. 1959 wurde er Sieger in der Rundfahrt Mil Millas Orientales.